# Lo Teish
Lo Teish (en francès Le Teich) és una comuna d'Occitània, a la Gascunya, situat al departament de la Gironda i a la regió de la Nova Aquitània.

## Demografia
| 1962                                       | 1968  | 1975  | 1982  | 1990  | 1999  | 2007  |
| ------------------------------------------ | ----- | ----- | ----- | ----- | ----- | ----- |
| 1.658                                      | 1.680 | 2.176 | 2.946 | 3.607 | 4.822 | 6.284 |
| Des de 1962: població sense dobles comptes |       |       |       |       |       |       |

## Administració
| Període   | Identitat       | Partit |
| --------- | --------------- | ------ |
| 1962-1989 | Claude Laymand  | UDF    |
| 1989-     | François Deluga | PS     |